# فریدریش هوسباخ
فریدریش هوسباخ (به آلمانی: Friedrich Hoßbach) (زاده ۲۲ نوامبر ۱۸۹۴، مرگ ۱۰ سپتامبر ۱۹۸۰) یک نظامی آلمانی در دوره رایش سوم و از ۱۸ ژوئیه ۱۹۴۴ تا ۲۹ ژانویه ۱۹۴۵ فرمانده لشکر چهارم ورماخت بود.وی همچنین چهارمین آجودان آدولف هیتلر بود.